# Elena Tikhonova
Elena Tikhonova (Zlatooust, 5 mars 1962) est une nageuse, entraineuse et femme politique russe. Elle est membre de la Ligue des électeurs.